# Nautilus macromphalus
Nautilus macromphalus és una espècie extinta de mol·lusc cefalòpode de la família Nautilidae natiu de les aigües que envolten Nova Caledònia. A la conquilla d'aquesta espècie li manca el cal·lus, i doncs deixa el llombrígol exposat. Com totes les espècies de Nautilus, N. macromphalus acostuma a viure a les profunditats, a molts centenars de metres. Els tentacles d'aquesta espècie són llargs i prims. Es tracta de l'espècie de nàutil més petita. La conquilla sol mesurar al voltant de 16 cm de diàmetre, encara que l'espècimen més gran mesurat mai feia 180 mm.

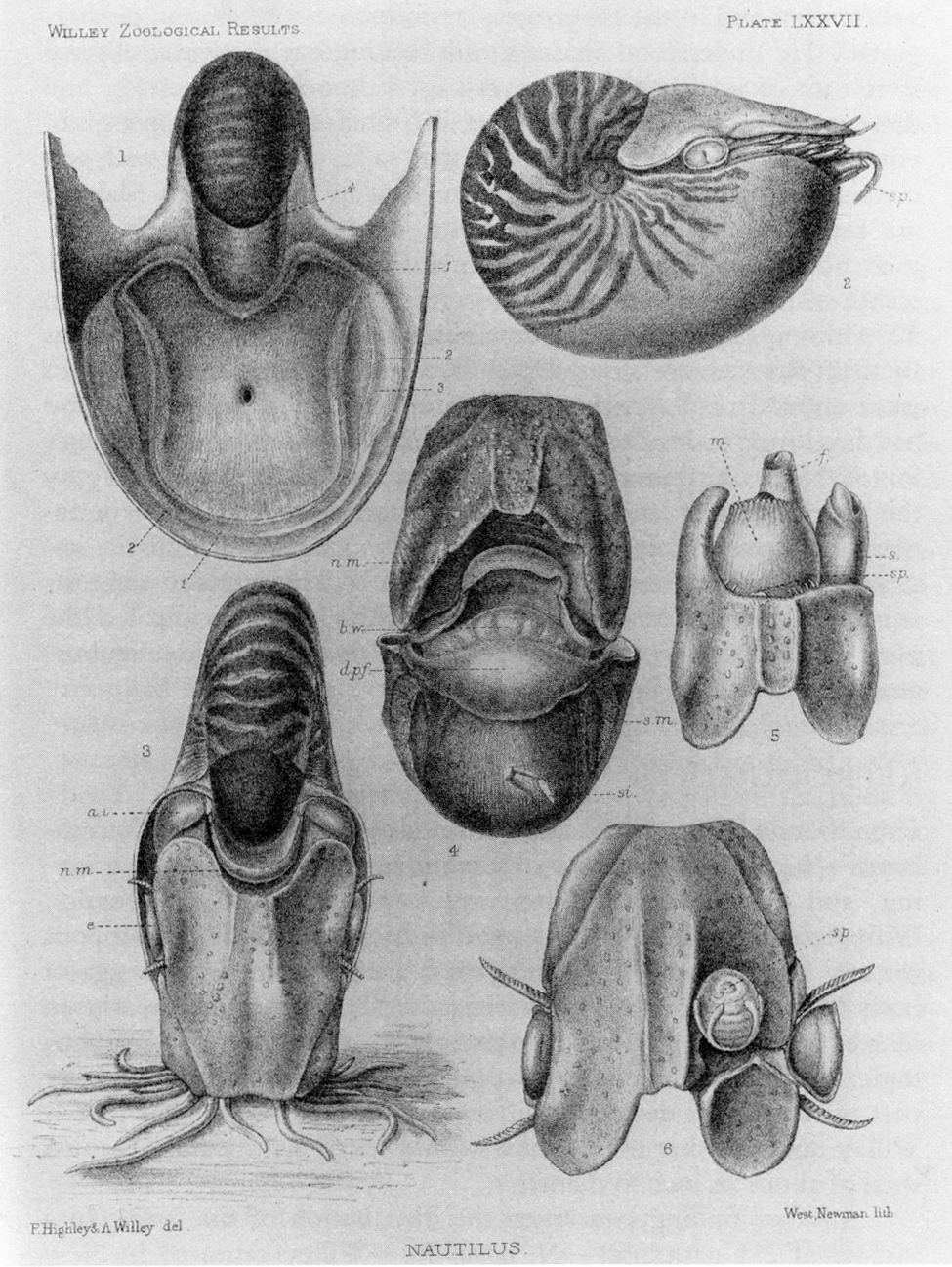
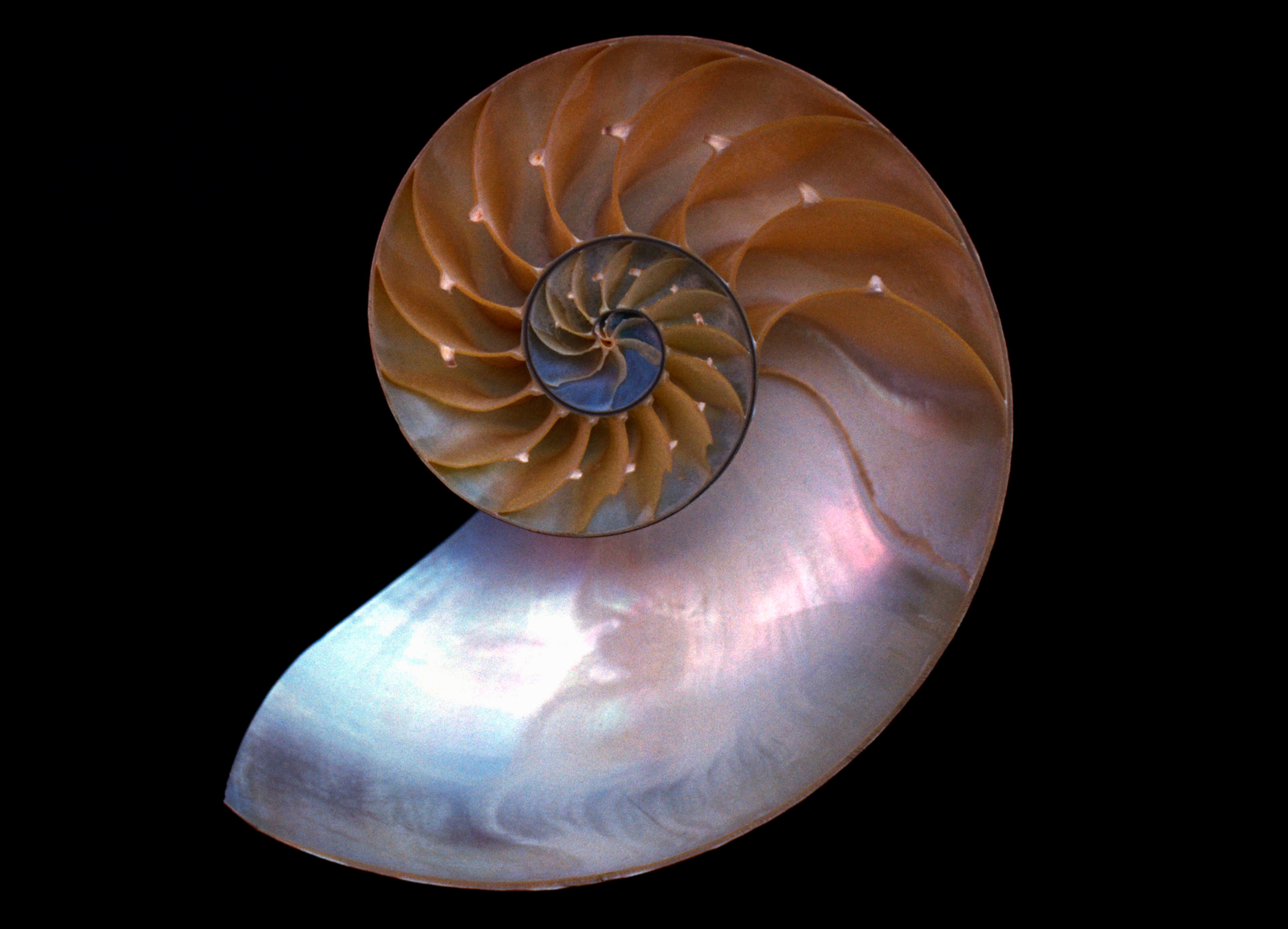
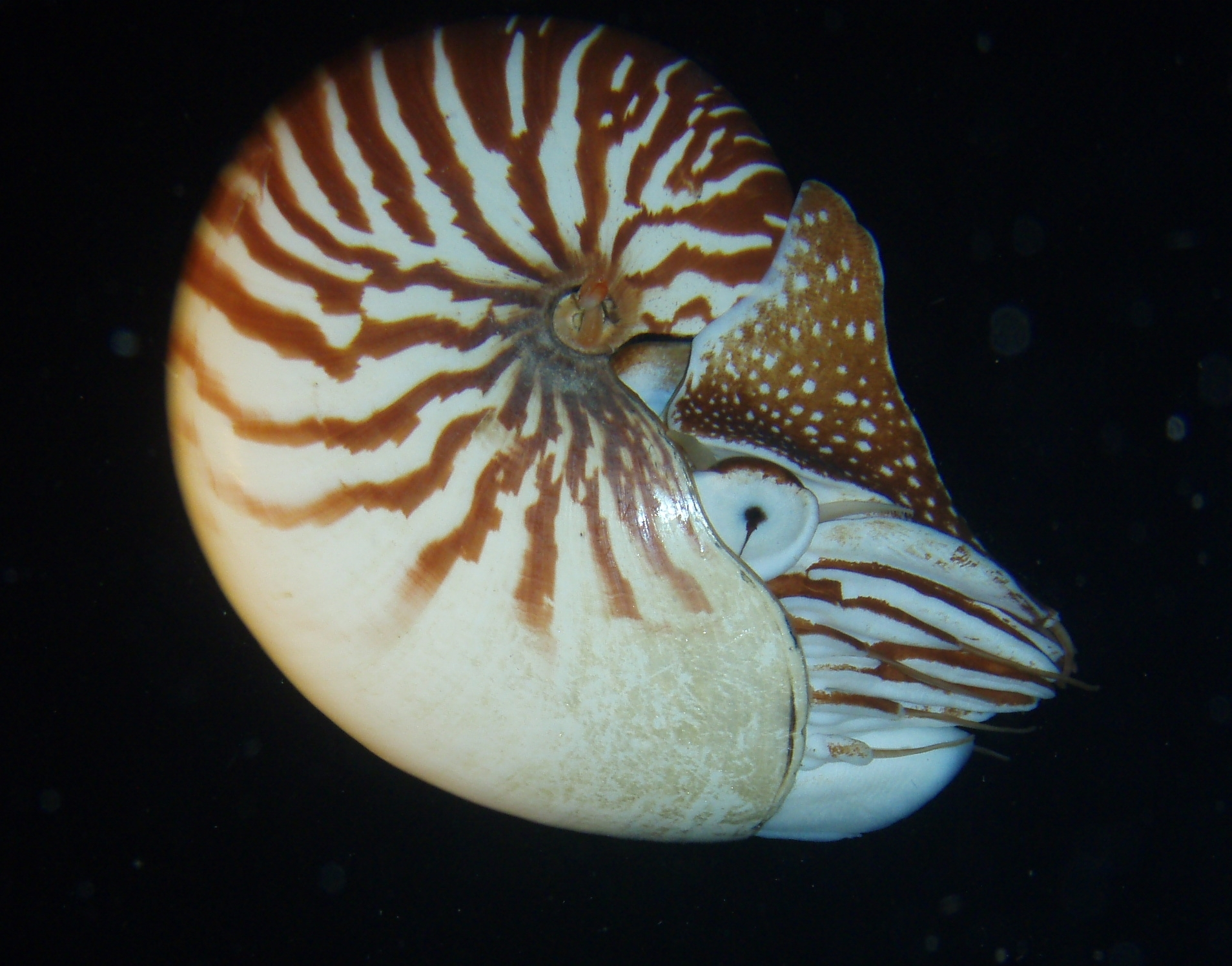